# راديان (كوميكس)
راديان (باليابانية: ラディアン، بالروماجي: Radian) (بالإنجليزية: Radiant)‏ هي سلسلة قصص فرنسية مصورة تسمى مانفرا من تأليف توني فالينتي، نشرت في فرنسا من قبل Ankama، منذ عام 2013، نشرت في اليابان من قبل أسوكاشينشا في عام 2015، وهي أول مانفرا فرنسية تنشر في اليابان. إنتجت إلى مسلسل أنمي ياباني تلفزيوني من قبل استوديو ليرتشي، عرض الأنمي في 6 أكتوبر عام 2018 واستمر عرضه حتى 23 فبراير عام 2019، عرض الموسم الثاني في 2 أكتوبر 2019 واستمر عرضه حتى 26 فبراير عام 2020، وتكون الأنمي من 42 حلقة.

## القصة
تدور أحداث القصة عن وحوش تقع من السماء تسمى نيميسي، تلوث هذه الوحوش كل ما يلمسونه، يصبح الأشخاص الذين ينجون من الاتصال بهم ملعونين، ولكنهم يكتسبون أيضًا القدرة على استخدام القوة السحرية المعروفة باسم فانتازيا، ويصبحون سحرة، سيث هو فتى مراهق نجا من هجوم الوحوش، يحلم بهزيمة كل الوحوش وإحلال السلام بين السحرة وبقية البشر.

## الشخصيات
سيث (باليابانية: セト، بالروماجي: Seto)
مؤدية الصوت: يوميري هاناموري
ميلي (باليابانية: メリ، بالروماجي: Meri)
مؤدية الصوت: آوي يوكي
دوك (باليابانية: ドク، بالروماجي: Doku)
مؤدي الصوت: شينتارو أوهاتا
ألما (باليابانية: アルマ، بالروماجي: Aruma)
مؤدية الصوت: رومي باكو
ميستر بوبلي (باليابانية: ミスター・ボブリー، بالروماجي: Misutā Boburī)
مؤدي الصوت: ماكوتو كويتشي
دراغونوف' (باليابانية: ドラグノフ، بالروماجي: Doragunofu)
مؤدي الصوت: كوجي يوسا
غريم (باليابانية: グリム، بالروماجي: Gurimu)
مؤدي الصوت: تاكيهيتو كوياسو
مستر لورد ماجيستي (باليابانية: マスター・ロード・マジェスティ، بالروماجي: Masutā Rōdo Majesuti)
مؤدي الصوت: كابي ياماغوتشي
ياغا (باليابانية: ヤガ، بالروماجي: Yaga)
مؤدي الصوت: هيرويوكي يوشينو
ميس ميلبا (باليابانية: ミス・メルバ، بالروماجي: Misu Meruba)
مؤدية الصوت: ناو توياما
تورك (باليابانية: トルク، بالروماجي: Toruku)
مؤدي الصوت: كينتا مياكي
فون تيبس (باليابانية: フォン・ツェペシュ، بالروماجي: Fon Tsuepeshu)
مؤدي الصوت: تاكوما تيراشيما

## وصلات خارجية
- موقع الأنمي الرسمي باللغة اليابانية
- موقع المانفرا الفرنسي الرسمي
- موقع المانفرا االإنجليزي الرسمي
- موقع المانفرا الياباني الرسمي